# Cocalinho
Cocalinho è un comune del Brasile nello Stato del Mato Grosso, parte della mesoregione del Nordeste Mato-Grossense e della microregione del Médio Araguaia.